# Store Fædrelandskrig
Denne artikel omhandler begrebet Store Fædrelandskrig; for de militære detaljer, se Østfronten under 2. verdenskrig.
Store Fædrelandskrig (russisk: Вели́кая Оте́чественная война́) er et patriotisk og symbolsk begreb som ofte bruges i Rusland og andre tidligere sovjetiske stater for at beskrive den del af 2. verdenskrig, som foregik fra den 22. juni 1941 til den 9. maj 1945 mod Nazi-Tyskland og dennes allierede på Østfronten.
Der er en forskel mellem dette begreb og Anden Verdenskrig, da det sovjetiske udtryk kun betegner krigen mellem Nazi-Tyskland og dets europæiske allierede og Sovjetunionen. Krigen med Japan (herunder invasionen af Manchuriet) og krigen på Vestfronten er ikke omfattet af dette begreb. Sovjetunionens angreb i 1939 på Polen, dets angreb på Finland i 1940 og invasionen af Baltikum i 1940 er heller ikke omfattet af begrebet.
Begrebet kom til verden efter det tyske angreb på Sovjetunionen den 22. juni 1941 og havde til formål at motivere befolkningen til at forsvare det sovjetiske moderland og at udvise den invaderende fjende. Tidligere henviste begrebet Fædrelandskrigen til Napoleons russiske felttog, der nu i russisksprogede kredse kendes som Fædrelandskrigen i 1812. 
Udtrykket Store Fædrelandskrig dukkede op i den sovjetiske avis Pravda hurtigt efter Nazi-Tysklands invasion af Sovjetunionen i en lang artikel med titlen "Det Sovjetiske Folks Store Fædrelandskrig". Det var under denne krig Sovjetunionen indstiftede Fædrelandskrigsordenen, der tildeles for heroiske gerninger.